# Модесто, Франсуа
Франсуа Джозеф Модесто (фр. François Joseph Modesto, род. 19 августа 1978 года, Бастия, Франция) — французский футболист, защитник. Может сыграть на позиции правого или центрального защитника, а также на позиции опорного полузащитника.

## Карьера
Родился в Бастии, Франция. Воспитанник футбольной школы местного клуба «Бастия». 20 февраля 1998 года дебютировал в составе первой команды в домашнем матче против «Монако». В составе «Бастии» провёл два сезона и сыграл в 16 матчах.
В 1999 году Модесто подписал контракт с итальянским клубом «Кальяри», внимание которого привлёк ещё во время выступлений за «Бастию». В своём первом сезоне в клубе сыграл 22 матча. По итогам сезона клуб вылетел из Серии А. В сезоне 2003/04 Модесто сыграл 43 матча. По итогам сезона «Кальяри» занял второе место в Серии В и вернулся в высший дивизион. В 2003 году Модесто на правах аренды перешёл в другой итальянский клуб «Модена», в составе которого сыграл один матч. После вернулся в «Кальяри» и доиграл остаток сезона 2003/04.
Летом 2004 года Модесто был продан французскому «Монако». В сезоне 2005/06 сыграл в 29 матчах и забил два гола. Клуб завершил сезон на десятой строчке. Модесто провёл в клубе шесть сезонов.
30 июня 2010 года Модесто подписал двухлетний контракт с греческим клубом «Олимпиакос». Согласно контракту, годовая зарплата игрока составляла €550000. В своём первом сезоне в клубе, по установкам тренера Эрнесто Вальверде, Модесто играл в основном на позиции опорного полузащитника. За весь сезон сыграл в 24 матчах и забил два гола. По итогам сезона «Олимпиакос» выиграл чемпионский титул.
19 октября 2011 года Модесто забил свой первый гол в Лиге чемпионов, в групповом этапе чемпионата в домашнем матче против дортмундской «Боруссии». Матч закончился со счётом 3:1 в пользу греческой команды. Следующий гол Модесто забил в матче против «Арсенала». Матч закончился с тем же счётом, что и с «Боруссией», 3:1. По итогам группового этапа «Олимпиакос» занял третье место в группе и выбыл в Лигу Европы.
Летом 2013 года Модесто покинул «Олимпиакос» и вернулся во Францию. Подписал контракт с родным клубом «Бастией» на один год.

## Достижения
«Монако»
- Финалист Кубка Франции: 2009/10

«Олимпиакос»
- Чемпион Греции (3): 2010/11, 2011/12, 2012/13
- Обладатель Кубка Греции (2): 2011/12, 2012/13